# Gynoplistia evelynae
Gynoplistia evelynae är en tvåvingeart som beskrevs av Alexander 1947. Gynoplistia evelynae ingår i släktet Gynoplistia och familjen småharkrankar. Inga underarter finns listade i Catalogue of Life.